# Borostomias mononema
Borostomias mononema es una especie de pez de la familia Stomiidae en el orden de los Stomiiformes.

## Morfología
• Los machos pueden llegar alcanzar los 31 cm de longitud total.

## Alimentación
Come peces hueso y crustáceos.

## Depredadores
Es depredado por Pterodroma incierta.

## Hábitat
Es un pez de mar y de aguas profundas que vive entre 640-658 m de profundidad.

## Distribución geográfica
Se encuentra en el  Atlántico oriental (desde el Marruecos hasta el Congo), el  Atlántico occidental (desde el sur de los Estados Unidos hasta el Golfo de México y el Mar Caribe),  Australia, Nueva Zelanda,  el noroeste del Pacífico  y el Índico